# 洋坊湖
洋坊湖是一个位于中国江西省进贤县、余干县的湖泊，面积约为20平方千米，平均水深约为2—4米。